# بندیکت آرنولد
بندیکت آرنولد (۴ ژانویه ۱۷۴۱، ۱۴ ژوئن ۱۸۰۱) یک فرمانده نظامی در جنگ‌های استقلال آمریکا بود. او در آغاز برای ارتش ایالات متحده خدمت می‌کرد اما بعد به ارتش بریتانیا پیوست. نقشه او این بود که جبهه غربی نیروهای آمریکایی را که از نیویورک دستور می‌گرفت به نیروهای انگلیسی تسلیم کند. پس از لو رفتن نقشه در سال ۱۷۸۰ و اعدام رابط او سرگرد جان آندره، در ارتش انگلیس به مقام سرتیپی ارتقا یافت.